# 시그너스 기사단

시그너스 기사단의 단체 일러스트

시그너스 기사단(Cygnus Knights, 약칭 CK)은 에레브를 기점으로 하는, 《메이플스토리》의 두 번째 직업군이다. 에레브의 여제 시그너스가 나인하트와 함께 창설한 기사단이다.

## 역사
2008년 12월 18일, 시그너스 기사단의 5개 직업인 소울 마스터, 플레임 위자드, 윈드브레이커, 나이트워커, 스트라이커가 처음 등장하면서 모습을 드러냈다. 공개 당시 시그너스 기사단 캐릭터의 최대 레벨은 120이었다.
2012년에는 시그너스 기사단의 기사단장인 미하일이 신직업으로 출시되었다.
2013년 2월, 시그너스 기사단이 전면적으로 개편되면서 시그너스 기사단의 최대 레벨이 확장되었으며 스토리 및 스킬도 바뀌었다.
2022년 6월 30일, 모험가에 이어 시그너스 기사단 또한 리마스터 개편을 거치면서, 스토리 및 스킬이 다시 바뀌었다.

## 시그너스 기사단의 구성원

### 대표자
- 시그너스
- 나인하트

- 시그너스

아리아의 뒤를 잇는 제9대 메이플 월드의 황제. 시그너스 기사단 및 메이플 연합의 총사령관.
- 나인하트

시그너스 기사단 및 메이플 연합의 책사.
- 신수

에레브에 사는 피요족 최고위 생물. 에레브의 여제를 지키고 있다.

### 기사단장
- 미하일
- 오즈
- 이리나
- 이카르트
- 호크아이

- 미하일

빛의 기사단장으로, 전사 계열 직업인 ‘소울마스터’의 전직을 담당한다.
- 오즈

불의 기사단장으로, 마법사 계열 직업인 ‘플레임위자드’의 전직을 담당한다.
- 이리나

바람의 기사단장으로, 궁수 계열 직업인 ‘윈드브레이커’의 전직을 담당한다.
- 이카르트

어둠의 기사단장으로, 도적 계열 직업인 ‘나이트워커’의 전직을 담당한다.
- 호크아이

번개의 기사단장으로, 해적 계열 직업인 ‘스트라이커’의 전직을 담당한다.

### 기타 구성원
- 올리

- 열 마리의 부기

시그너스 기사단의 정보원.
- 올리

스트라이커 부대 소속 기사단원. 아케인 리버의 에스페라 스토리에서 처음 등장한다.
- 구피, 돌피, 리피

블록버스터에 등장하는 피요족 궁병.

## 시그너스 기사단 직업의 종류
- 소울마스터
- 플레임위자드
- 윈드브레이커
- 나이트워커
- 스트라이커
- 미하일

- 소울마스터 (Soul Master, 미주·유럽에서는 Dawn Warrior)
  - 검을 주 무기로 사용하며, 빛의 정령을 사용하는 전사 계열 직업. 주 스탯은 STR(힘)이다. 약칭은 ‘소마’.[4]

- 플레임위자드 (Flame Wizard, 미주·유럽에서는 Blaze Wizard)
  - 완드와 스태프를 주 무기로 사용하며, 불의 정령을 사용하는 마법사. 주 스탯은 INT(지력)이며, 모험가의 ‘아크메이지 (불·독)’과는 달리 순수 불 속성에 집중한 마법사 직업이다. 약칭은 ‘플위’.[5]

- 윈드브레이커 (Wind Breaker, 미주·유럽에서는 Wind Archer)
  - 활을 주 무기로 사용하며, 바람의 정령을 사용하는 궁수. 주 스탯은 DEX(민첩)이다. 약칭은 ‘윈브’.[6]

- 나이트워커 (Night Walker)

표창을 주 무기로 사용하며, 어둠의 정령을 사용하는 도적. 주 스탯은 LUK(행운)이다. 약칭은 ‘나워’.
- 스트라이커 (Striker, 미주·유럽에서는 Thunder Breaker)
  - 너클을 주 무기로 사용하며, 번개의 정령을 사용하는 해적. 주 스탯은 STR(힘)이다. 약칭은 ‘스커’.[8]

- 미하일 (Mihile)

전사 계열 직업으로, 특별한 스토리를 통해 진행된다. 미하일은 시그너스 기사단의 기사단장을 맡고 있다.

## 같이 보기
- 메이플스토리의 직업

### 참고주
1. ↑  “클라이언트 1.2.67 릴리즈”. 2008년 12월 18일. 2024년 7월 28일에 확인함.
2. ↑  메이플스토리, 레벨 상향 및 시그너스 기사단 개편 예고[깨진 링크(과거 내용 찾기)]
3. ↑  “클라이언트 1.2.366 업데이트 안내 [시그너스 리마스터]”. 2022년 6월 30일. 2024년 10월 8일에 확인함.
4. ↑  “메이플스토리 - 소울마스터”. 2024년 7월 20일에 확인함.
5. ↑  “메이플스토리 - 플레임위자드”. 2024년 7월 20일에 확인함.
6. ↑  “메이플스토리 - 윈드브레이커”. 2024년 7월 20일에 확인함.
7. ↑  “메이플스토리 - 나이트워커”. 2024년 7월 20일에 확인함.
8. ↑  “메이플스토리 - 스트라이커”. 2024년 7월 20일에 확인함.